# 紀元前824年
紀元前824年（きげんぜん824ねん）は、西暦による年。

## 他の紀年法
- 干支 : 丁丑
- 中国
  - 周 - 宣王4年
  - 魯 - 武公2年
  - 斉 - 厲公元年
  - 晋 - 釐侯17年
  - 秦 - 秦仲21年
  - 楚 - 熊相4年
  - 宋 - 恵公7年
  - 衛 - 釐侯31年
  - 陳 - 釐公8年
  - 蔡 - 夷侯14年
  - 曹 - 戴伯2年
  - 燕 - 釐侯3年
- 朝鮮
  - 檀紀1510年
- ユダヤ暦 : 2937年 - 2938年
- アッシリア暦 : 3927年
- 人類紀元 : 9177年

## 死去
- シャルマネセル3世